# Trnovec Bartolovečki
Trnovec Bartolovečki község Horvátországban, Varasd megyében. Közigazgatásilag Trnovec, Bartolovec, Šemovec, Štefanec, Zamlaka és Žabnik települések tartoznak hozzá.

## Fekvése
Varasdtól 5 km-re keletre a Dráva jobb partján fekszik.

## Története
A régészeti leletek tanúsága szerint a község területén már a történelem előtti időben is éltek emberek, de kerültek elő régészeti leletek az ókorból és a középkorból is. Zamlaka települést 1399-ben említik abban a birtokmegosztási oklevélben, melyben a Grebeni család birtokát két egyenlő részre osztják. A grebenvári birtokhoz tartotó húsz település között Zámlaka is szerepel. Trnovec 1471-ben a varasdi és a csázmai káptalan közötti birtokrendezés okiratában szerepel "Tarnowc" alakban. Birtokosai a zágrábi káptalan, a király és a Varasd vármegye főispánjai, köztük az Erdődyek voltak.
1920-ig területe Varasd vármegye Varasdi járásához tartozott, majd a Szerb-Horvát Királyság része lett. 2001-ben a községnek 6852 lakosa volt.

## Nevezetességei
- Trnovec Havas Boldogasszony tiszteletére szentelt római katolikus plébániatemploma 1998 és 2008 között épült.
- Bartolovec Szent Bertalan apostol tiszteletére szentelt római katolikus plébániatemploma.
- Šemovec Szentlélek tiszteletére szentelt kápolnája a 18. században épült.
- Štefanec Szentlélek tiszteletére szentelt kápolnája a 18. században épült.

## Külső hivatkozások
- A község hivatalos oldala
- A trnoveci plébánia honlapja